# Peloton d'exécution (film, 1945)
Pour plus de détails, voir Fiche technique et Distribution.
Peloton d'exécution est un film d'espionnage français réalisé par André Berthomieu, sorti en 1945.

## Synopsis
Pendant la Seconde Guerre mondiale, un Alsacien, qui est en réalité un agent du 2e Bureau, dirige une unité de la Gestapo. Sous sa couverture, il réussit à communiquer avec ses chefs de la France Libre, à sauve des patriotes et à désorganiser le réseau d'espionnage allemand. Il sera mit à jour et devra s'échapper en faisant exploser un dépôt de munitions. Arrêté puis condamné à mort, il est finalement  sauvé par la femme qui l'aime.

## Fiche technique
- Titre : Peloton d'exécution
- Réalisation : André Berthomieu, assisté de Raymond Bailly et Pierre Chevalier
- Scénario et dialogues : Pierre Nord, d'après son roman (1938)
- Photographie : Nicolas Toporkoff
- Son : William-Robert Sivel
- Décors : Raymond Nègre
- Montage : Henriette Wurtzer
- Production : Les Films Vog - Ciné Sélection
- Pays d'origine :  France
- Durée : 93 minutes
- Date de sortie : 
  - France : 31 octobre 1945
- Visa d'exploitation : 752 (délivré le 24/10/1945)
- Affiche : Boris Grinsson (France)

## Distribution
- Yvonne Gaudeau : Françoise
- Pierre Renoir : le colonel
- Lucien Coëdel : Hans
- Abel Jacquin : Dalbret
- Robert Dalban : Schmidt
- Georges Lannes
- Paul Amiot
- Albert Gercourt
- Jean Toulout : Von Angel
- Pierre Magnier : De Juste
- Pierre Ferval
- Julien Maffre
- Pierre Nord : Bébert